# Rot Weiss Ahlen
Rot Weiss Ahlen e.V. é uma agremiação esportiva alemã, fundada a 1 de junho de 1996, sediada em Ahlen, na Renânia do Norte-Vestfália.
Até 2006 o clube era conhecido como LR Ahlen por seu patrocinador principal, mas sofreu uma mudança de nome quando o investidor retirou o seu apoio após a equipe cair para a Regionalliga Nord (III).
Marco Reus, jogador do Borussia Dortmund, jogou no Rot Weiss Ahlen de 2008 até 2009, quando foi contratado pelo Borussia Monchegladbach.

## História

TuS Ahlen e LR Ahlen

O clube tem suas raízes no início dos anos 1900 formadas por mineiros de carvão que jogavam peladas após o trabalho. Em 1917, o Freie Sportclub Union (FSCU) Ahlen foi fundado se tornando logo uma das melhores equipes locais, ao atuar nas ligas de segunda linha. 
A ascensão do Terceiro Reich fez com que a equipe se desfizesse de três quartos dos seus membros, os quais eram estrangeiros. Um novo clube, Tus Germania Ahlen, foi formado em 1933 e se uniu ao Wacker Ahlen para criar a maior associação desportiva da cidade.
Após a Segunda Guerra Mundial as equipes locais se uniram para formar o TuS Ahlen em 1948. O novo time passou muitas décadas nas ligas locais superiores. Em 1991, o clube foi confrontado com uma crise financeira e um rebaixamento para o nível inferior. Um benfeitor local, Helmut Spikker, ajudou a salvar a equipe através do apoio prestado por sua empresa, a fabricante de cosméticos LR International.
Agora sobre uma base firme, o TuS Ahlen desfrutou de uma corrida impressionante de sucesso através dos anos 90, começando com um título da Berzirksliga Westfalen (VII), em 1992, e a promoção para a Landesliga Westfalen (VI). Em cada uma das seguintes três temporadas o TuS venceu títulos e promoções. Após a Landesliga, chegou à Verbandsliga Westfalen-Nordost (V) e Westfalen Oberliga (IV), que conduzia à Regionalliga West/Südwest (III).
O Leichtathletik Rasensport Ahlen foi formado a 1 de junho de 1996, quando o TuS Ahlen se fundiu com o Blau-Weiss Ahlen para atuar na Ocidente Regionalliga/Südwest em 1996-1997. A ascensão do clube foi barrada e houve uma proposta de nova subida quando o time contratou atletas da Bundesliga visando a temporada 1998-1999. No entanto, só conseguiu um sexto lugar. A promoção só viria após o segundo lugar, em 1999-2000, e uma vitória por 2 a 1 sobre o 1. FC Union Berlin na rodada do play-off para avançar para a 2. Bundesliga. Seu melhor resultado no segundo módulo se deu na estreia quando terminou em sexto. A equipe permaneceu por mais cinco temporadas antes de 17º lugar que o levou ao descenso em 2006.
Depois de ser relegado, o LR Ahlen perdeu o apoio do seu patrocinador principal e passou por uma mudança de nome para se tornar Rot Weiss Ahlen a 31 de maio de 2006. O Presidente Spikker também deixou o clube no final de agosto com o seu vice-presidente Heinz-Jürgen Gosda. A equipe retornou à 2. Bundesliga após terminar como campeã da Regionalliga Nord em 2007-2008. Ao fim da temporada 2009-2010, o Ahlen foi rebaixado para a 3. Liga , e no ano seguinte à Nordrhein-Westfalen-Liga (V) apesar de ter terminado em 17º, fora da zona de descenso por causa de insolvência.

## Títulos
- Bezirksliga Westfalen Campeão: 1993;
- Landesliga Westfalen Campeão: 1994;
- Verbandsliga Westfalen Nordost Campeão: 1995;
- Oberliga Westfalen Campeão: 1996;

## Cronologia recente
| Temporada | Divisão                         | Posição                                                |
| 1999–2000 | Regionalliga West/Südwest (III) | 2º ↑                                                   |
| 2000–01   | 2. Bundesliga (II)              | 6º                                                     |
| 2001–02   | 2. Bundesliga                   | 8º                                                     |
| 2002–03   | 2. Bundesliga                   | 12º                                                    |
| 2003–04   | 2. Bundesliga                   | 12º                                                    |
| 2004–05   | 2. Bundesliga                   | 13º                                                    |
| 2005–06   | 2. Bundesliga                   | 17º ↓                                                  |
| 2006–07   | Regionalliga Nord (III)         | 13º                                                    |
| 2007–08   | Regionalliga Nord               | 1º ↑                                                   |
| 2008–09   | 2. Bundesliga (II)              | 10º                                                    |
| 2009–10   | 2. Bundesliga                   | 18º ↓                                                  |
| 2010–11   | 3. Liga                         | 20º (originalmente o 17º. Rebaixado por insolvência) ↓ |
| 2011–12   | NRW Liga (V)                    | 17º                                                    |